# رشيد حسن
رشيد حسن هو اقتصادي سوداني، ولد في 1953.